# This Is the Life (пісня Емі Макдональд)
«This Is the Life» — четвертий сингл дебютного студійного альбому шотландської авторки-виконавиці Емі Макдональд — «This Is the Life». Сингл вийшов 10 грудня 2007.
Є найуспішнішим синглом Макдональд, очоливши вісім музичних чартів і потрапивши до десятки в дев'яти інших чартах світу. Однак, пісня не досягла успіху «Mr Rock & Roll» у Сполученому Королівстві, зупинившись на № 28 у UK Singles Chart і на 17 місці у її рідній Шотландії. Музичне відео складається з фотографій Макдональд та святкування її друзів.
Пісня була використана в рекламі 2010 року для Fiat 500, показаній по всій Європі. Також використана на початку 2011 року як реклама в Норвегії і знову потрапила до чарту на перше місце. Використовується як початкова тема польського телесеріалу True Law.

## Список композицій
- CD-сингл

1. «This Is the Life» — 3:05
2. «This Much Is True» — 2:44

- Цифрове завантаження

1. «This Is the Life» — 3:05
2. «This Is the Life» (акустична версія) — 3:06

## Чарти
Пісня була вперше випущена в кінці 2007 року в Сполученому Королівстві, але досягла лише помірного успіху, піднявшись до 28 місця на UK Singles Chart і до № 18 на Scottish Singles Chart. У 2008 році вийшла у багатьох європейських країнах і досягла величезного успіху. Досягла першого місця в Австрії, Бельгії, Чехії та Нідерландах. У фламандській Бельгії та Нідерландах «This Is the Life» була найпопулярнішою піснею 2008 року. Потрапила до трійки лідерів у Франції, Німеччині, Угорщині, Італії, Іспанії, Швеції та Швейцарії. У Іспанії пісня була сертифікована 2× Platinum з продажем понад 80 000 одиниць у 2009 році. У Норвегії пісня досягла 10-го місця під час свого першого випуску, але в січні 2011 року пісня знову потрапила до чарту на перше місце.
| Чарт (2007-2009)                                             | Позиція |
| ------------------------------------------------------------ | ------- |
| Австрія (Ö3 Austria Top 40)                                  | 1       |
| Бельгія (Фландрія) (Ultratop)                                | 1       |
| Бельгія (Валлонія) (Ultratop)                                | 1       |
| Чехія (Rádio Top 100) (IFPI)                                 | 1       |
| Данія (Tracklisten)                                          | 8       |
| Франція (SNEP)                                               | 2       |
| Німеччина (GfK Entertainment Charts)                         | 2       |
| Греція (IFPI)                                                | 4       |
| Угорщина (Rádiós Top 40) (Mahasz)                            | 2       |
| Італія (FIMI)                                                | 2       |
| Нідерланди (Dutch Top 40) (MegaCharts)                       | 1       |
| Нідерланди (Single Top 100) (MegaCharts)                     | 1       |
| Норвегія (VG-lista)                                          | 6       |
| Польща (LP3)                                                 | 1       |
| Шотландія (Official Charts Company)                          | 17      |
| Іспанія (PROMUSICAE)                                         | 3       |
| Швеція (Sverigetopplistan)                                   | 3       |
| Швейцарія (Schweizer Hitparade)                              | 2       |
| Велика Британія (UK Singles Chart) (Official Charts Company) | 28      |
| США (Adult Alternative Songs) (Billboard)                    | 19      |

| Чарт (2011)                                                  | Позиція |
| ------------------------------------------------------------ | ------- |
| Норвегія (VG-lista)                                          | 1       |
| Шотландія (Official Charts Company)                          | 71      |
| Велика Британія (UK Singles Chart) (Official Charts Company) | 58      |

| Чарт (2013)         | Позиція |
| ------------------- | ------- |
| Словенія (SloTop50) | 39      |

| Чарт (2017)                     | Позиція |
| ------------------------------- | ------- |
| Польща (Polish Airplay Top 100) | 40      |

| Чарт (2008)                                                             | Позиція |
| ----------------------------------------------------------------------- | ------- |
| Австрія (Ö3 Austria Top 40)                                             | 8       |
| Бельгія (Фландрія) (Ultratop)                                           | 1       |
| Бельгія (Валлонія) (Ultratop)                                           | 3       |
| Європейський Союз (Eurochart Hot 100 Singles) (Billboard/Music & Media) | 9       |
| Франція (SNEP)                                                          | 29      |
| Франція Airplay (SNEP)                                                  | 16      |
| Франція Digital Singles (SNEP)                                          | 4       |
| Німеччина (GfK Entertainment Charts)                                    | 8       |
| Нідерланди (Dutch Top 40) (MegaCharts)                                  | 1       |
| Нідерланди (Single Top 100) (MegaCharts)                                | 1       |
| Швеція (Sverigetopplistan)                                              | 19      |
| Швейцарія (Schweizer Hitparade)                                         | 5       |
| Велика Британія (UK Singles Chart) (Official Charts Company)            | 166     |

| Чарт (2009)                                                             | Позиція |
| ----------------------------------------------------------------------- | ------- |
| Австрія (Ö3 Austria Top 40)                                             | 48      |
| Бельгія (Фландрія) (Ultratop)                                           | 89      |
| Бельгія (Валлонія) (Ultratop)                                           | 74      |
| Європейський Союз (Eurochart Hot 100 Singles) (Billboard/Music & Media) | 14      |
| Німеччина (GfK Entertainment Charts)                                    | 28      |
| Угорщина (Rádiós Top 40) (Mahasz)                                       | 4       |
| Італія (FIMI)                                                           | 4       |
| Іспанія (PROMUSICAE)                                                    | 6       |
| Швейцарія (Schweizer Hitparade)                                         | 24      |

| Чарт (2000-2009)                     | Позиція |
| ------------------------------------ | ------- |
| Німеччина (GfK Entertainment Charts) | 7       |

## Сертифікація та продажі
| Країна               | Сертифікат (таблиця продажів та сертифікатів) | Продажі  |
| -------------------- | --------------------------------------------- | -------- |
| Бельгія (BEA)        | Платина                                       | +30,000  |
| Німеччина (BVMI)     | 2× Золото                                     | +450,000 |
| Італія (FIMI)        | Золото                                        | +10,000  |
| Іспанія (PROMUSICAE) | 2× Платина                                    | +50,000  |
| Швейцарія (IFPI)     | Золото                                        | +15,000  |